# Cyrus Griffin (politik)
Cyrus Griffin (16. července 1748 Virginie – 14. prosince 1810 Virginie) byl poslední předseda Konfederačního kongresu, právník a soudce ve Virginii.

## Životopis
Narodil se 16. července 1748 ve farnhamské farnosti (nyní Farnham) v kolonii ve Virginii v Britské Americe. Griffin byl poslán do Anglie aby tam chodil do školy. Vystudoval právo na univerzitě v Edinburghu ve Skotsku a na Middle Temple v Londýně. Do soukromé praxe vstoupil v Lancasteru v kolonii Virginie. Právníkem byl od roku 1774 do roku 1777. Byl členem Virginie House of Delegates v letech 1777 až 1778 a 1786 až 1787. Byl delegátem druhého kontinentálního kongresu od roku 1778 do roku 1780. Od roku 1780 do roku 1787 byl soudcem Court of Appeals in Cases of Capture (odvolací soud). Od roku 1787 do roku 1788 byl delegátem devátého Konfederačního kongresu. Byl poslední prezident Konfederačního kongresu v roce 1788. V roce 1789 byl komisařem Spojených států pro záležitosti indiánského kmene Muscogee (Creek), což je federálně uznávaný kmen domorodých Američanů se sídlem v americkém státě Oklahoma.